# Fausto Parisi
Fausto Parisi (Modena, 29 aprile 1881 – ...) è stato un allenatore di calcio italiano.

## Carriera
Ha allenato il Modena nel campionato di Prima Divisione nella parte finale della stagione 1922-1923 ed in tutta la stagione 1923-1924.